# Bedrag (sæson 2)
 For alternative betydninger, se Bedrag (flertydig). (Se også artikler, som begynder med Bedrag)
Den anden sæson af tv-serien Bedrag havde premiere på DR1 den 25. september 2016. Den består af 10 afsnit og i denne sæson er blikket vendt imod bankverdenen, hvor storbanken Nova Bank, forsøger at opkøbe den mindre mere kontroversielle bank, Absalon Bank.
Anden sæsons 10 afsnit blev udsendt søndage kl. 20:00 i Danmark. Den 2. februar 2017 udgav Midget Entertainment "Bedrag - Sæson 2" på dvd. Den 10. april 2017 udgav Arrow Films "Follow The Money (Bedrag): Season 2" på dvd.

## Afsnit
| Nr. i serie | Nr. i sæson | Titel        | Instruktør          | Forfatter                                                                                               | Oprindelig sendedato |
| ----------- | ----------- | ------------ | ------------------- | --- | -------------------- |
| 11          | 1           | "Episode 1"  | Kaspar Munk         | Jeppe Gjervig Gram, Anders August og Maja Jul Larsen                                                    | 25. september 2016   |
| 12          | 12          | "Episode 2"  | Kaspar Munk         | Jeppe Gjervig Gram, Anders August og Jannik Tai Mosholt                                                 | 2. oktober 2016      |
| 13          | 3           | "Episode 13" | Jannik Johansen     | Jeppe Gjervig Gram, Jannik Tai Mosholt, Anders August og Christian Gamst Miller-Harris                  | 9. oktober 2016      |
| 14          | 14          | "Episode 4"  | Mads Kamp Thulstrup | Jeppe Gjervig Gram, Anders August, Jannik Tai Mosholt og Christian Gamst Miller-Harris                  | 16. oktober 2016     |
| 15          | 5           | "Episode 15" | Mads Kamp Thulstrup | Jeppe Gjervig Gram, Anders August og Jannik Tai Mosholt                                                 | 23. oktober 2016     |
| 16          | 6           | "Episode 6"  | Jannik Johansen     | Jeppe Gjervig Gram, Anders August og Jannik Tai Mosholt                                                 | 30. oktober 2016     |
| 17          | 7           | "Episode 17" | Mads Kamp Thulstrup | Jeppe Gjervig Gram, Jannik Tai Mosholt og Christian Gamst Miller-Harris                                 | 6. november 2016     |
| 18          | 8           | "Episode 18" | Mads Kamp Thulstrup | Jeppe Gjervig Gram, Jannik Tai Mosholt, Anders August, Tobias Lindholm og Christian Gamst Miller-Harris | 13. november 2016    |
| 19          | 9           | "Episode 19" | Søren Balle         | Jeppe Gjervig Gram, Jannik Tai Mosholt, Anders August, Tobias Lindholm og Christian Gamst Miller-Harris | 20. november 2016    |
| 20          | 10          | "Episode 20" | Søren Balle         | Jeppe Gjervig Gram, Jannik Tai Mosholt og Christian Gamst Miller-Harris                                 | 27. november 2016    |